# Вердежанти
Вердежанти (порт. Verdejante) — муниципалитет в Бразилии, входит в штат Пернамбуку. Составная часть мезорегиона Сертан штата Пернамбуку. Входит в экономико-статистический микрорегион Салгейру. Население составляет 9567 человек на 2007 год. Занимает площадь 449,17 км². Плотность населения — 20,5 чел./км².
Праздник города — 25 марта.

## История
Город основан в 1958 году.

## Статистика
- Валовой внутренний продукт на 2005 год составляет 22 504 тысяч реалов (данные: Бразильский институт географии и статистики).
- Валовой внутренний продукт на душу населения на 2005 год составляет 2422 реала (данные: Бразильский институт географии и статистики).
- Индекс развития человеческого потенциала на 2000 год составляет 0,65 (данные: Программа развития ООН).

## География
В соответствии с классификацией Кёппена, климат относится к категории BShW.